# Vitis aestivalis
Vitis aestivalis là một loài thực vật hai lá mầm trong họ Nho. Loài này được Michx. miêu tả khoa học đầu tiên năm 1803.